# Рове, Олави
Олави Антеро Рове (фин. Olavi Antero Rove; 29 июля 1915 — 22 мая 1966) — финский гимнаст, олимпийский чемпион.

## Биография
Родился 29 июля 1915 года в Гельсингфорсе. В 1948 году в составе финской команды стал чемпионом Олимпийских игр в Лондоне, а в опорном прыжке стал серебряным призёром. В 1952 году в составе финской команды завоевал бронзовую медаль Олимпийских игр в Хельсинки.